# Ligne B du tramway de Reims
Pour les articles homonymes, voir Ligne B.
La ligne B du tramway de Reims est une ligne de tramway ouverte en 2011 entre le quartier d'Orgeval (depuis le 5 septembre 2011) et la gare de Champagne-Ardenne TGV.

## Historique
La ligne est mise en service le 18 avril 2011 en même temps que la ligne A et ce deux jours après l'inauguration du réseau, marquant le retour du tramway à Reims. Les travaux ont commencé en 2008 pour s'achever début 2010.

## Tracé et stations
Le tracé a été défini selon la fréquentation des lignes de bus. La ligne B, qui suit le trajet de la ligne A, et remplace notamment la ligne H, connue pour sa saturation et dont le remplacement par une ligne à très haute capacité était un enjeu important, car elle était en saturation depuis plusieurs années. Bien que cadencée avec une fréquence de 5 minutes incompressible et exploitée en articulés, elle était malgré ces moyens incapable de soutenir la charge : la plupart des véhicules étaient toujours pleins, et il n'était pas rare d'en voir deux se suivre aux heures de pointe. La ligne B traverse l'agglomération à la vitesse commerciale de 19 km/h (vitesse maximale de 70 km/h).
Initialement limité à la seule ligne A, le projet du tramway a inclus sur proposition du consortium MARS la présente ligne B. Partant du constat qu'une voie unique devait de toute façon être implantée entre l'infrastructure de la ligne A, au niveau du rond-point du château d'eau, et le centre de maintenance, le groupement a émis l'idée de prolonger cette voie jusqu'à la gare TGV alors en cours de réalisation. Une partie de cette  extension utilisant commercialement des infrastructures initialement réservées à des circulations à vide, son coût relativement peu élevé et le bénéfice en termes d'image pour la ville auprès des touristes et voyageurs d'affaires ont entériné cette proposition.
À la mise en service, la ligne circule avec un intervalle fixe de 18 minutes du lundi au samedi en journée, tandis que ses horaires sont calés sur ceux des trains s'arrêtant en gare de Champagne-Ardenne TGV en soirée et le dimanche. Elle complète également la ligne A sur son tronc commun, offrant ainsi une meilleure offre sur la partie Sud de la ligne qui se révèle être la plus chargée (desserte de Croix-Rouge).
Depuis septembre 2011, la ligne B dessert désormais le Nord de l'agglomération, en circulant en tronc commun avec la ligne A sur l'intégralité de son itinéraire depuis Arago jusqu'à Neufchâtel, ceci afin de supprimer la rupture de charge à la station Gare Centre. L'intervalle est désormais de 15 à 20 minutes du lundi au vendredi et de 20 minutes environ le samedi.
|  |  |   |  |  | Arrêt                       | Localisation                | Correspondances                                             | Commune  |
|  |  | - |  |  | --------------------------- | --------------------------- | ----------------------------------------------------------- | -------- |
|  |  | ■ |  |  | Neufchâtel                  | 49° 17′ 04″ N, 4° 01′ 36″ E | tram A - bus 4 14 -                                         | Reims    |
|  |  | • |  |  | Georges Hébert              | 49° 17′ 00″ N, 4° 01′ 16″ E | tram A - Autocars départementaux                            | Reims    |
|  |  | • |  |  | De Fermat                   | 49° 16′ 47″ N, 4° 01′ 18″ E | tram A -                                                    | Reims    |
|  |  | • |  |  | Jean Macé                   | 49° 16′ 35″ N, 4° 01′ 20″ E | tram A - bus 14                                             | Reims    |
|  |  | • |  |  | Belges                      | 49° 16′ 28″ N, 4° 01′ 07″ E | tram A - bus 3 14 TAD Z.A.C. Neuvillette TAD Z.I. Colbert - | Reims    |
|  |  | • |  |  | Danton - Rauseo             | 49° 16′ 15″ N, 4° 01′ 18″ E | tram A -                                                    | Reims    |
|  |  | • |  |  | Saint-Thomas                | 49° 15′ 56″ N, 4° 01′ 34″ E | tram A -                                                    | Reims    |
|  |  | • |  |  | Schneiter                   | 49° 15′ 41″ N, 4° 01′ 45″ E | tram A - bus 11 Noctambus Autocars départementaux           | Reims    |
|  |  | • |  |  | Gare Centre                 | 49° 15′ 30″ N, 4° 01′ 36″ E | tram A - bus 2 3 4 6 7 8 9 11 30 Noctambus CityBus TGV TER  | Reims    |
|  |  | • |  |  | Langlet                     | 49° 15′ 23″ N, 4° 01′ 50″ E | tram A -                                                    | Reims    |
|  |  | • |  |  | Opéra-Cathédrale            | 49° 15′ 15″ N, 4° 01′ 51″ E | tram A - bus 1 2 3 4 5 6 8 9 16 30 40 CityBus TAD Sud-Est   | Reims    |
|  |  | • |  |  | Vesle                       | 49° 15′ 09″ N, 4° 01′ 34″ E | tram A - bus 1 7 8 30 Noctambus                             | Reims    |
|  |  | • |  |  | Comédie                     | 49° 15′ 01″ N, 4° 01′ 13″ E | tram A - bus 1 7 8 30 Noctambus                             | Reims    |
|  |  | • |  |  | Courlancy                   | 49° 14′ 46″ N, 4° 01′ 05″ E | tram A -                                                    | Reims    |
|  |  | • |  |  | Franchet d'Esperey          | 49° 14′ 33″ N, 4° 00′ 54″ E | tram A - bus 7 11 Noctambus TER Autocars départementaux     | Reims    |
|  |  | • |  |  | Saint-John Perse            | 49° 14′ 26″ N, 4° 00′ 34″ E | tram A - bus 11 Noctambus                                   | Reims    |
|  |  | • |  |  | Campus Croix-Rouge          | 49° 14′ 12″ N, 4° 00′ 18″ E | tram A - bus 11 13 Noctambus                                | Reims    |
|  |  | • |  |  | Kennedy                     | 49° 14′ 02″ N, 4° 00′ 26″ E | tram A - bus 11 13                                          | Reims    |
|  |  | • |  |  | Arago                       | 49° 13′ 47″ N, 4° 00′ 28″ E | tram A -                                                    | Reims    |
|  |  | • |  |  | Léon Blum                   | 49° 13′ 32″ N, 4° 00′ 36″ E | bus 11 Centre de Maintenance du Tramway                     | Reims    |
|  |  | • |  |  | Polyclinique Reims-Bezannes | 49° 13′ 07″ N, 4° 00′ 01″ E |                                                             | Bezannes |
|  |  | ■ |  |  | Gare Champagne TGV          | 49° 13′ 00″ N, 3° 59′ 47″ E | bus 12 13 TAD Sud-Ouest TGV TER                             | Bezannes |

Légende :
- Arrêts en gras : Terminus de ligne.

### Matériel roulant
La ligne B est exploitée avec des tramways de type Citadis 302 de 32 mètres de long (5 caisses, longueur 32,40 mètres, largeur standard 2,40 m, plancher 100 % plat, 206 places dont 48+6 assises, puissance 480 kW). Les rames sont également compatibles avec l'APS (alimentation par le sol), qui est mise en place en centre-ville entre les stations Schneiter (ex. Boulingrin) et Comédie.

### Centre de Maintenance
Les rames sont remisées au Centre de maintenance de Bezannes, situé dans la ZAC de cette même commune.

## Projets d'extension
Entre les stations Léon Blum et Gare Champagne TGV, la ligne B du tramway traverse les terrains de la future ZAC de Bezannes, projet représentant une surface de 172 hectares qui accueillera à moyen terme une zone d'activités, des logements, des espaces de loisirs et de commerces.